# 乌鲁克库勒
35°40′0″N 81°37′30″E / 35.66667°N 81.62500°E
乌鲁克库勒（維吾爾語：ئۇرۇك كۆلى‎，拉丁维文： Uruk köli, ）是一个位于中国新疆维吾尔族自治区于田县的湖泊，面积约为70平方千米。